# Rich Gang: Tha Tour Part 1
Rich Gang: Tha Tour Part 1 ist ein Kollabo-Mixtape der US-amerikanischen Rapper Young Thug, Birdman und Rich Homie Quan. Es erschien am 29. September 2014.

## Hintergründe
Rich Gang: Tha Tour Part 1 stellt nach der kommerziell erfolgreichen Stand-Alone-Single Lifestyle die erste Zusammenarbeit der drei Musiker in voller Albumlänge dar. Sie war ursprünglich als Auftakt einer neuen Ära des Musiklabels Cash Money Records konzipiert und diente vorwiegend als Promotion dieser. Die beiden Interpreten Young Thug und Rich Homie Quan sollten zu den neuen Gesichtern der von Birdman geleiteten Plattenfirma werden und mit einer groß angelegten Arena-Tournee der Cash Money-Crew die gemeinsame Karriere einleiten. Kurz nach Erscheinen des Projektes zerstritten sich die beiden Newcomer jedoch und verließen das Label. Die Tour wurde folglich abgesagt, Teil 2 nie aufgenommen. Young Thug gelang in den Folgejahren der Aufstieg zum erfolgreichen Superstar mit zahlreichen Top-Ten- und Nummer-eins-Positionen in den USA, Rich Homie Quans Musik verkaufte sich moderat.
Produziert wurde das Mixtape von Dun Deal, Isaac Flame, Goose, London on da Track, Mike Will Made It, Wheezy, Sonny Digital, Erv und Planet 9. Als Gastinterpreten treten Peewee Roscoe, Peewee Longway, Yung Ralph, Bloody Jay, Nipsey Hussle, Jacquees, Lil Duke und MPA Wicced auf. In der ursprünglich erschienenen Fassung war auf dem Titel I Got auch der Rapper Tizzle125 zu hören, bei der Behebung eines die Abmischung betreffenden Fehlers wurde sein Vers jedoch entfernt.
Rich Gang: Tha Tour Part 1 erfuhr keine kommerzielle Veröffentlichung, sondern wurde auf Websites, die sich auf Mixtapes spezialisieren, gratis angeboten. Somit blieben auch weltweit Chartplatzierungen aus.

## Musik und Texte
Rich Gang: Tha Tour Part 1 ist dem Southern Hip-Hop und dem Trap zuzuordnen und entstand zu einer Zeit, als in den USA erster Musikstil zunehmend in zweiteren überging. Die drei Rapper wechseln sich auf den Liedern in ihren Parts ab, wobei nicht jeder Song alle drei Musiker aufweist. Birdman besitzt als Einziger kein Solostück auf dem Mixtape. DJ Swamp Izzo fungiert auf dem Werk als Ansager; auch Birdman übernimmt diese Rolle auf mehreren Titeln. In dieser Funktion kündigen sie unter anderem die (letztlich nie stattfindende) titelgebende Tour an und nennen die damals bei Cash Money Records unter Vertrag stehenden Künstler beim Namen. Inhaltlich zelebrieren die Interpreten auf Rich Gang: Tha Tour Part 1 in erster Linie einen ausschweifenden Lebensstil, der von Luxusmarken, Sex und Geld geprägt ist. Insbesondere Rich Homie Quan streut allerdings auch autobiografische Elemente mit ein, unter anderem seine Gefühle bezüglich eines seinen Sohn betreffenden Sorgerechtsstreits.

## Covergestaltung
Das Coverartwork zu Rich Gang: Tha Tour Part 1 zeigt einen roten Stern auf schwarzem Hintergrund. Birdmans Kopf und Hals sind im oberen Bereich transparent zu sehen. Sein Haupt ist gesenkt und der Schirm seiner Baseballkappe verdeckt seine Augen. Er trägt eine Halskette mit den Initialen RG, wobei zweiter Buchstabe spiegelverkehrt dargestellt ist. In der Mitte des Sternsymbols ist in Schwarzweiß ein Gesicht zu sehen, dessen linke Hälfte dem von Young Thug und dessen rechte Hälfte jenem von Rich Homie Quan entspricht. Über dem Motiv steht in Rot klein der Name Birdmans, daneben in Weiß das Wort „presents“. Direkt darunter ist in wesentlich größeren, silbernen Buchstaben „Rich Gang“ zu lesen, darunter in Rot „Tha Tour Part 1“, welches in Handschrift geschrieben ist. Unter dem Motiv stehen ebenfalls in Silber die Namen der drei Interpreten, darunter mehrere Logos in Weiß oder Rot.

## Titelliste
| Nr. | Titel                                                              | Länge                        |
| --- | ------------------------------------------------------------------ | ---------------------------- |
| 1.  | Givenchy                                                           | 4:59                         |
| 2.  | War Ready                                                          | 3:54                         |
| 3.  | I Know It                                                          | 4:04                         |
| 4.  | See You                                                            | 4:18                         |
| 5.  | Beat It Up                                                         | 4:01                         |
| 6.  | Flava                                                              | 5:50                         |
| 7.  | 730 (feat. Peewee Roscoe)                                          | 4:06                         |
| 8.  | Hate It                                                            | 2:13                         |
| 9.  | Tell Em (Lies)                                                     | 4:04                         |
| 10. | I Got (feat. Peewee Longway (& Tizzle125))                         | 4:33 / 3:26 (ohne Tizzle125) |
| 11. | Milk Marie                                                         | 3:13                         |
| 12. | Imma Ride (Ridin) (feat. Yung Ralph)                               | 4:47                         |
| 13. | Everything I Got                                                   | 4:11                         |
| 14. | Keep It Goin                                                       | 4:23                         |
| 15. | Bullet                                                             | 4:02                         |
| 16. | Freestyle                                                          | 3:42                         |
| 17. | Throw Your Hood Up (Bonus Track, feat. Bloody Jay & Nipsey Hussle) | 5:32                         |
| 18. | Soldier (Bonus Track, Jacquees feat. Rich Homie Quan)              | 4:12                         |
| 19. | Pull Up (Bonus Track)                                              | 3:56                         |
| 20. | Who's On Top (Bonus Track, feat. Lil Duke & MPA Wicced)            | 3:51                         |

## Kritik und Impakt
Rich Gang: Tha Tour Part 1 erhielt durchwegs sehr positive Kritiken und gilt als ein wichtiger Klassiker des Hip-Hop der 2010er Jahre, der die zweite Hälfte dieser maßgeblich prägte. Fielen zeitgenössische Rezensionen bereits sehr gut aus, wurde dem Werk speziell am Ende des Jahrzehnts in einer Reihe von Bestenlisten und Artikeln gehuldigt; mehrfach wurde es als eines der gelungensten, wenn nicht sogar als das beste Kollaborationsalbum bezeichnet und als Positivbeispiel für diese Gattung herangezogen. Besonders hervorgehoben wird seit Erscheinen einhellig die Chemie zwischen Young Thug und Rich Homie Quan. Diese würde das Projekt deutlich von anderen Kollaborationen abheben, die sich eher so anfühlten, als nehme jeder Rapper individuell seinen Anteil auf. Auf dem Werk würden die Künstler wie gespiegelte Versionen des jeweils anderen klingen und derart gut harmonieren, dass Hoffnungen geweckt wurden, sie würden sich in den Jahren nach der Veröffentlichung als beliebtes Duo im Hip-Hop etablieren, was jedoch nicht eintraf. Rich Homie Quan verlor durch die Veröffentlichung sein Image als Future-Abklatsch; Young Thug, der zu diesem Zeitpunkt noch stark von Lil Wayne beeinflusst war, konnte seine eigene Persönlichkeit ausbauen und wurde danach selbst oft kopiert. In den meisten Kritiken finden Birdmans Beiträge hingegen wenig Erwähnung oder wurden gar als Beiwerk bezeichnet; der Großteil der Aufmerksamkeit wurde den anderen zwei Interpreten zuteil. Dennoch wurde sein Vers auf dem Lied Flava mitunter als sein bester seit Langem rezipiert und man lobte ihn wiederholt dafür, unter den bei ihm unter Vertrag stehenden Künstlern die beiden richtigen für eine Kollaboration ausgesucht zu haben. Das Mixtape war zudem ein Karrieresprungbrett für den Musikproduzenten London on da Track und enthält die erste große Produktion von Wheezy.
Vice kürte das Mixtape zum zweitbesten Album seines Jahrzehnts, Stereogum führte es in entsprechender Liste auf Platz 89, Rolling Stone auf Platz 97. Im Community-Ranking von Genius.com der besten Alben der 2010er Jahre belegte es den 63. Platz. Pitchfork ernannte es 2016 zum zehntbesten Rap-Mixtape des 3. Millenniums.